# 羅賓遜克里克 (肯塔基州)
羅賓遜克里克（英語：Robinson Creek）是位於美國肯塔基州派克縣的一個非建制地區。

## 地理
羅賓遜克里克所處的海拔為高於海平面231米（即758英呎），而該地所採用的時區為UTC-5，即北美東部時區（EST）。同時該地設有夏令時間，為UTC-5調快一小時，即UTC-4（EDT）。